# La música en el Corpus Christi de Valencia
La música es uno de los elementos de mayor importancia de los que componen la festividad del Corpus Christi de Valencia. Esta música tiene dos vertientes muy claras y diferentes:
- La música litúrgica. Impulsada por Juan de Ribera, gracias a los encargos que le realizó a Juan Bautista Comes.[2]
- La música popular, que tiene sus exponentes más visibles en las danzas que se interpretan a lo largo de los diferentes actos que componen esta festividad.[2]

## La música litúrgica en el Corpus Christi de Valencia

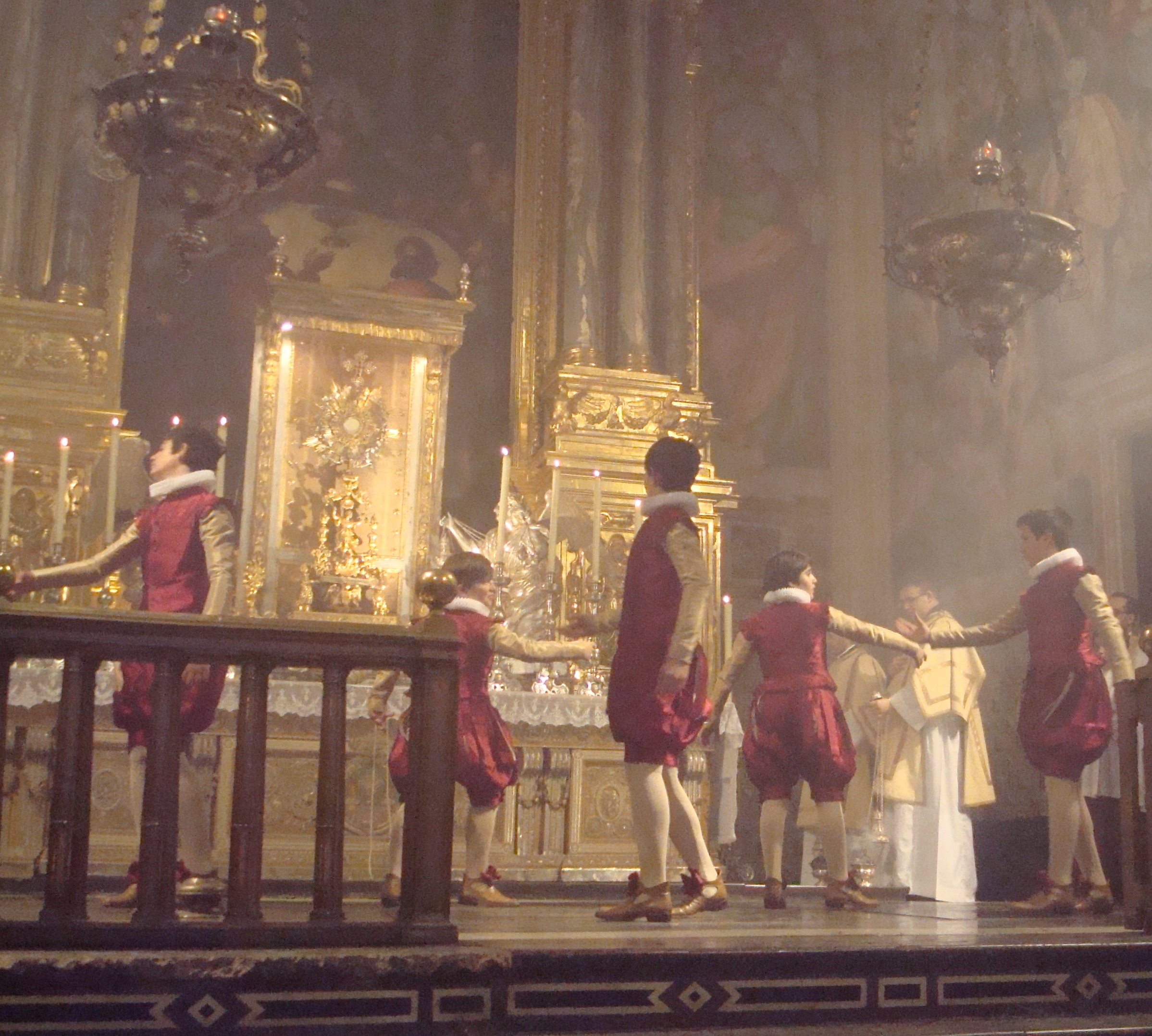
Danzas en el Altar

Este apartado está centrado en la música que se emplea en las celebraciones del Corpus Christi en Real Colegio de Corpus Christi, más conocido como el Patriarca (porque el colegio se fundó a iniciativa de Juan de Ribera, Patriarca de Antioquía y se construyó el edificio en terrenos propiedad del Patriarca) estableció en Las Constituciones de la Capilla del Real Colegio de Corpus Chisti los cultos que se debían celebrar en la fiesta del titular, el «Corpus Christi», que tendría lugar el jueves de la octava del Corpus, dado que el propio día de Corpus todos los clérigos de la ciudad debían participar en la Procesión General, siguiendo lo estipulado en el Concilio de Trento.
Juan de Ribera estableció las normas que debían cumplirse en el Colegio para la celebración de la Exaltación de la Eucaristía tanto todos los jueves ordinarios como los actos festivos de la octava del Corpus, dado que el día de Corpus, que originariamente era jueves, debía participar en los festejos de la Diócesis de Valencia.
De entre estos actos uno de los más vistosos lo constituían las Danzas del Real Colegio Seminario del Corpus Christi de Valencia. La danza tiene su origen en un concurso que se hizo en 1604 para los actos que se iban a realizar con motivo del traslado procesional de la Custodia desde la Catedral de Valencia al Real Colegio (este traslado se realizó a iniciativa del propio Juan de Ribera, que aprovechó la celebración de Cortes en la ciudad el traslado del Santísimo Sacramento al Real Colegio-Seminario desde la catedral con una procesión a semejanza de la del Corpus, lanzando una invitación tanto a las autoridades, los gremios y la totalidad de los conventos y parroquias valencianas, como a las de los alrededores a cuatro leguas de la ciudad, quedando esto documentado en el Bando hecho público por Pere Pi, trompeta de la Ciudad, siendo el propio rey quien eligió como fecha el segundo domingo de febrero, día 8 de 1604, pagando los gastos de esta celebración el Patriarca) Esta procesión calcó la escenografía urbana y procesional de la ya tradicional procesión del Corpus Christi.
Es así como surgen los actos festivos del Real Colegio Seminario del Corpus Christi en los que el jueves infraoctava es el día principal con muchos y muy variados actos.
Las normas para la realización de todos los actos vienen dadas por un texto normativo redactado por Ribera, las constituciones de la capilla, donde tiene un mayor interés por ordenar todo lo relacionado con la liturgia y el culto divino. La capilla se organizaba en torno a una serie de ministros cuyas funciones vienen delimitadas en el texto, y entre los que podemos distinguir por sus funciones: 
- El maestro de ceremonias, encargado de vigilar que todo se realizara correctamente (en las ceremonias participaban 30 sacerdotes formando parte de la capilla)
- El maestro de coro, encargado de la capilla musical.

Otros participantes en los actos eran: los dos domeros (encargados de decir las misas de coro y de incensar al Santísimo Sacramento los jueves, y  las reliquias en las fiestas de primera clase), los dos evangelisteros y epistoleros (acompañantes de los domeros en las estaciones, misereres y salves), los dos capiscoles de coro y el organista (que completan todos los oficios que se asignan en la capilla). Además estaban los seis infantillos considerados indispensables para la celebración de los oficios divinos. los infantillos vivían en el colegio y eran educados por el Maestro de Capilla, tanto en canto como en gramática y estaban bajo la directa protección del sacristán. Su función se realizaba en la capilla los días de fiesta principal, destacando su participación en el ochavario del Santísimo Sacramento.
Respecto al tema musical, hay que mencionar también la participación de los seis ministriles (2 tiples, 2 contrabajos, 1 tenor y 1 contralto, y deben cantar en las misas de las pascuas de Navidad y Semana Santa; así como en las principales fiestas relacionadas con Cristo como la Epifanía y la Ascensión, y especialmente en el ochavario del Santísimo Sacramento donde aparecen en todos los actos, destacando la procesión, que se realiza en el interior del edificio), que se suman al organista y al maestro de coro, así como sus ayudantes y los capiscoles,  encargados de aportar la solemnidad musical a los oficios y fiestas.
El jueves octavario, al concluir las vísperas parte la procesión desde la sacristía encabezada por el pertiguero (que abre el cortejo) y la cruz patriarcal entre ciriales. Esta procesión tiene la particularidad de incluir a los capuchinos de la Sangre de Cristo siendo esto una excepción a las normas del Colegio, tal y como queda recogido en Las Constituciones redactadas por Juan de Ribera. Es entonces, ante toda la audiencia y antes de colocar la sagrada forma en la custodia procesional los infantillos realizaban en el altar mayor las Danzas al Santísimo Sacramento,  con música de Juan Bautista Comes (quien a petición del Patriarca la compuso a ejemplo de las danzas de los Seises de Sevilla) y letra del propio Patriarca Ribera, al tiempo que cantaban siendo acompañados en este acto en el altar mayor, antes de comenzar la procesión  (Danza del Altar) y al finalizarla  (Danza para la vuelta al Altar), por un grupo de ministriles. Durante la procesión, en su recorrido por el claustro del Real Colegio, los infantillos vuelven a realizan la danza en cada una de las esquinas del claustro (Danzas para el Claustro).
Estas danzas pese a estar contempladas en las constituciones de 1605, y por lo tanto ser iniciativa de Juan de Ribera, quedan prohibidas en la versión definitiva. Pese a la prohibición, estas danzas se realizaron hasta el 1820, tratando de recuperarlas en varias ocasiones durante el siglo XX e inicios del XXI, aunque con  cambios tanto relevantes en lo musical como en la indumentaria de los infantes, y gran polémica.

## La música popular en  el Corpus Christi de Valencia
Una parte importante de los actos que componen la festividad del Corpus Christi de Valencia están marcados por la relevancia de la música y la danza. Esto hizo que desde el origen de la festividad hubiera una pugna entre la celebración religiosa y la popular.
La música popular ha venido de la mano de las melodías interpretadas por los tradicionales "tabal i dolçaina" (tamboril y dulzaina)
La fiesta del Corpus de Valencia sufrió a lo largo de sus más de seiscientos años de muchos cambios y avatares, sobre todo entre 1850 y 1930, y la música estuvo implicada en buena parte en ellos, pese a que el tabalet y la dolçaina se lograron mantener como los únicos protagonistas de la música popular de la festividad, constituyéndose como los elementos cabales de la cultura tradicional valenciana.
Las transformaciones socioeconómicas y políticas acontecidas a finales del siglo XIX, que llegaron a prolongarse a las primeras décadas del siglo XX, tuvieron un gran impacto en la cultura popular y en la forma de entenderla y vivirla. En Valencia, la corriente de pensamiento blasquista, que defendía el laicismo en todas las esferas de la vida pública, afectaron mucho a la celebración del Corpus de Valencia.
Pese a todo, el buen hacer del atabalero y del dulzainero consiguió  sobrevivir al ataque ideológico que logró acabar con muchas otras tradiciones, incluso algunas de las que formaban parte de la festividad del Corpus, debido en parte al perfil de los ejecutantes de estos instrumentos. El tocar la dulzaina era considerado un oficio, y a diferencia de lo que ocurre en la actualidad, la mayoría de los dulzaineros de aquella época eran profesionales o semiprofesionales, que además contaban con un elevado nivel técnico (ejemplo de ello es que exista documentación del pago, por parte del Ayuntamiento de Valencia, de un sueldo  entre 1705 i 1707 a Cristobal Sunyega, como dulzainero; y en 1709, aparece también documentación del pago de sus servicios como jefe del baile de la Moma) Así es como las figuras de "dolçainer i tabaler", aparecen como intérpretes solistas. Este fenómeno no es tan extraño, si atendemos a dos hechos documentados: primero, la falta de dulzaineros, pese a la popularidad del instrumento y al buen pago que se hacía por los servicios de los profesionales que lo sabían tocar. Los dulzaineros eran muy apreciados y respetados por las diversas clases sociales , tanto las populares como la burguesía o incluso la aristocrática. Lo que ocurrió es que el carácter profesional que tenían los intérpretes de tabalet y dolçaina, hizo que se limitara el número de instrumentalistas, ya que se estableció un modelo gremial aplicando un equilibrio entre oferta y demanda. El segundo elemento que justificaría este hecho lo encontramos en que el mantener este equilibrio hacía que se redujera el número de personas a las que se les permitía aprender el oficio, limitándose al final a los miembros de la misma familia de los maestros o enseñantes, o a los privilegiados que se les permitía entrar a conocer el oficio bajo la tutela de algún dulzainero veterano. Esta razón es la que da sentido a la existencia de "colles de dolçainers". Esta situación se mantuvo prácticamente sin cambio hasta el último cuarto del siglo XX.
La música popular recogida referente al Corpus viene de la mano del testimonio de  los hermanos Vicente, Pedro y Salvador Díaz, miembros de una familia de sonadores del barrio del Carmen de la ciudad de Valencia, que a su vez eran hijos y nietos de dolçainers.
Se sabe que durante cierto tiempo el tabalet i la dolçaina interpretaban sus sones encima de las rocas del Corpus, pero esta práctica fue decayendo al ir realizándose las esceneografías a pie de suelo, y pasando la música a limitarse a amenizar el trayecto de la procesión desde esas mismas rocas. Pese a que en un primer momento no existían unas melodías preestablecidas que se tocaran en estos actos, desde la época del dulzainero Joan Blasco, se introdujo un toque de "corregudes de joies" cuando tenía lugar la subida de las Rocas por la calle del Palau.
Aparte de la libre interpretación que pueda realizarse a lo largo de los actos festivos en los que participan los sones de tabalet i dolçaina, puede destacarse de entre los sones que acompañan las danzas procesionales, dos comparsas: la Degolla y la de los Gigantes, a las que generalmente se les refiere como danzas, aunque es sólo por su aparición al lado de éstas y por tener tanto contenido simbólico como ellas, aunque no incluyen ninguna coreografía que pudiera definirlos como bailes.

Ya en el manuscrito de Mariano Baixauli (Tocatas y danzas para dulzaina y tamboril) queda constancia de la existencia de una melodía concreta que acompañaba siempre a los Gigantes, y otra que compartían Gigantes y Enanos (o nanos o cabuts) cuando estos últimos desfilaban sin realizar su danza propia.

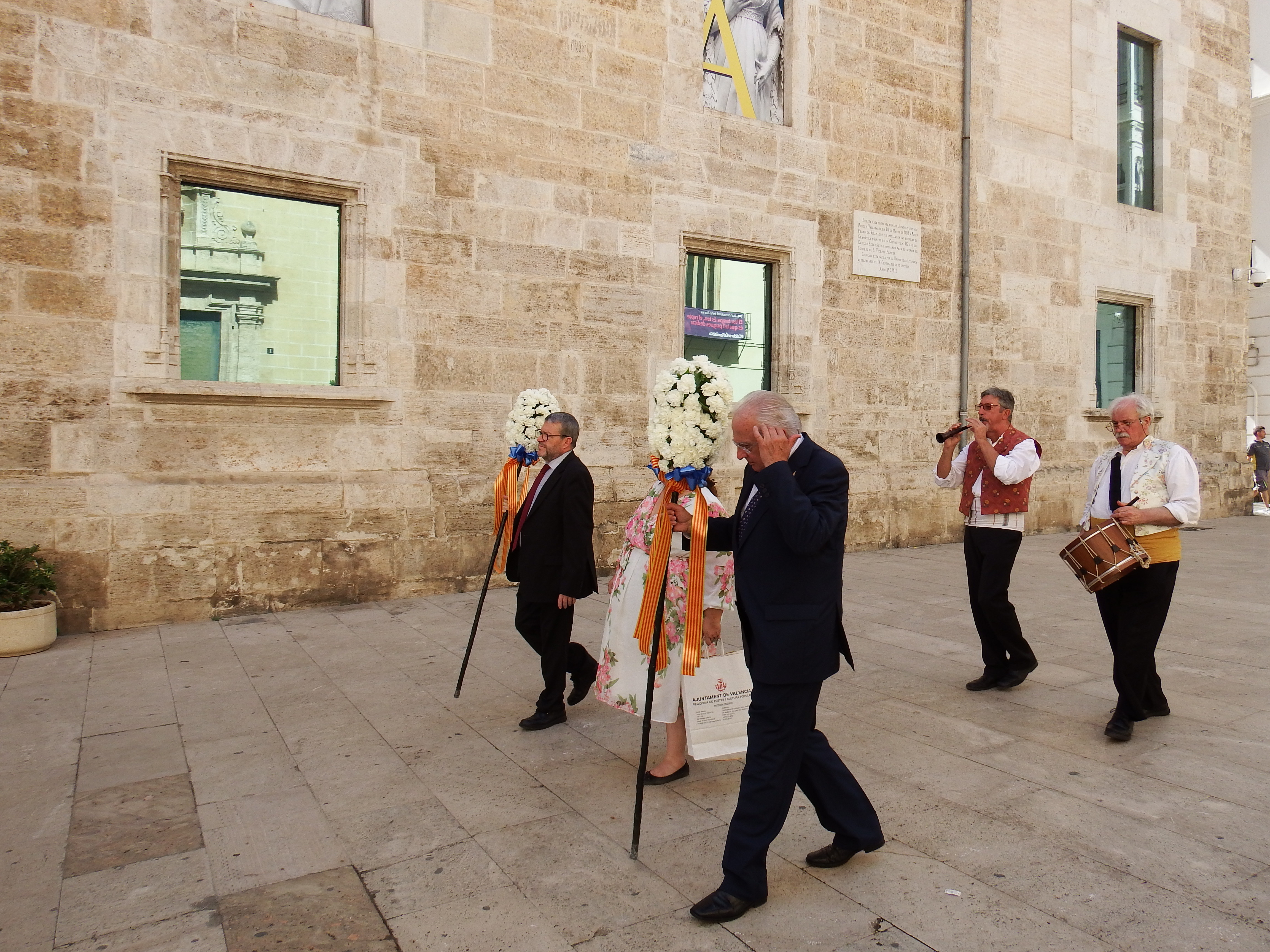
Tabal y dolçaina en la entrega del Pomells.
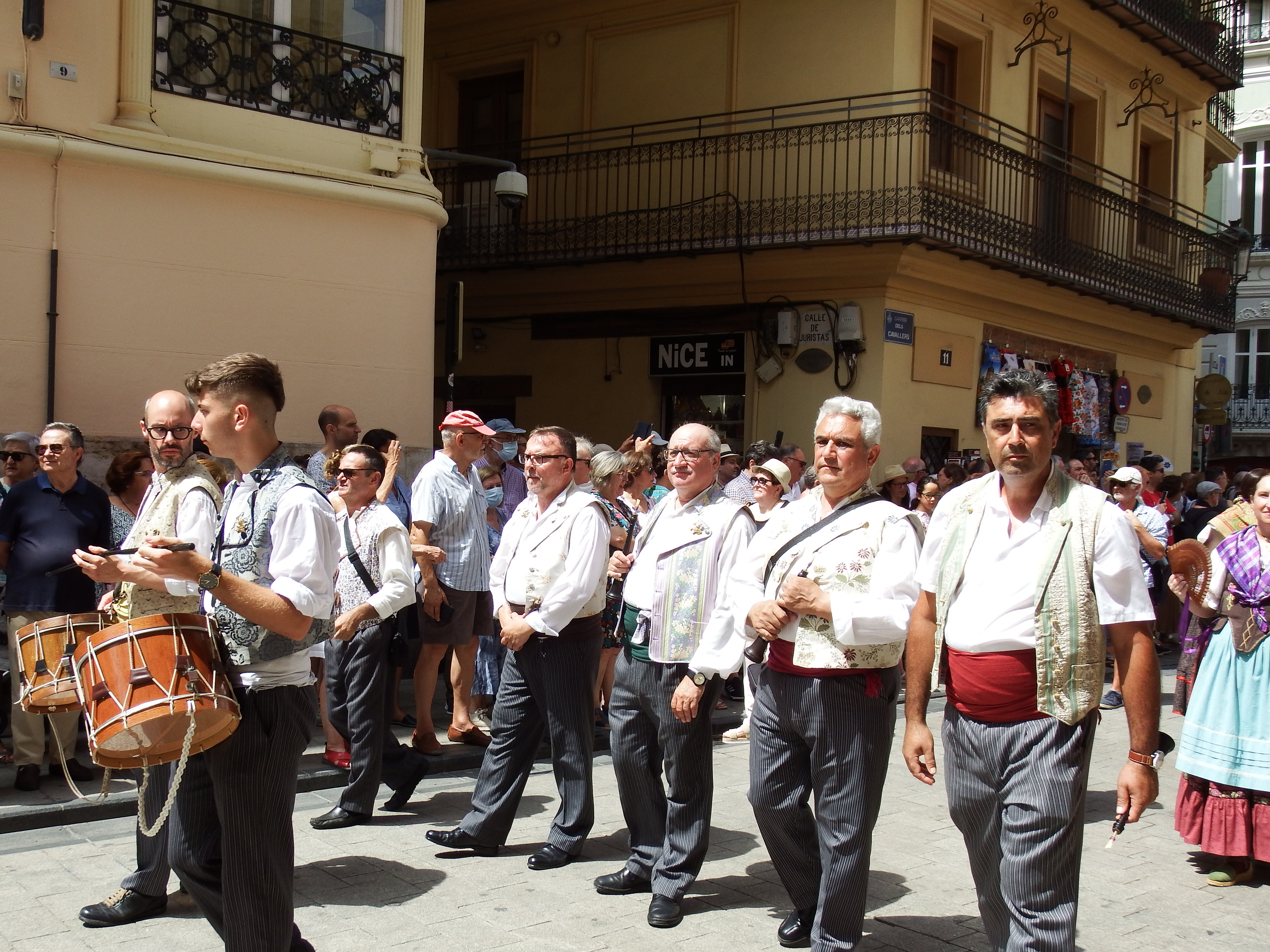
Tabalers y dolçainers en la Cabalgata del Convite
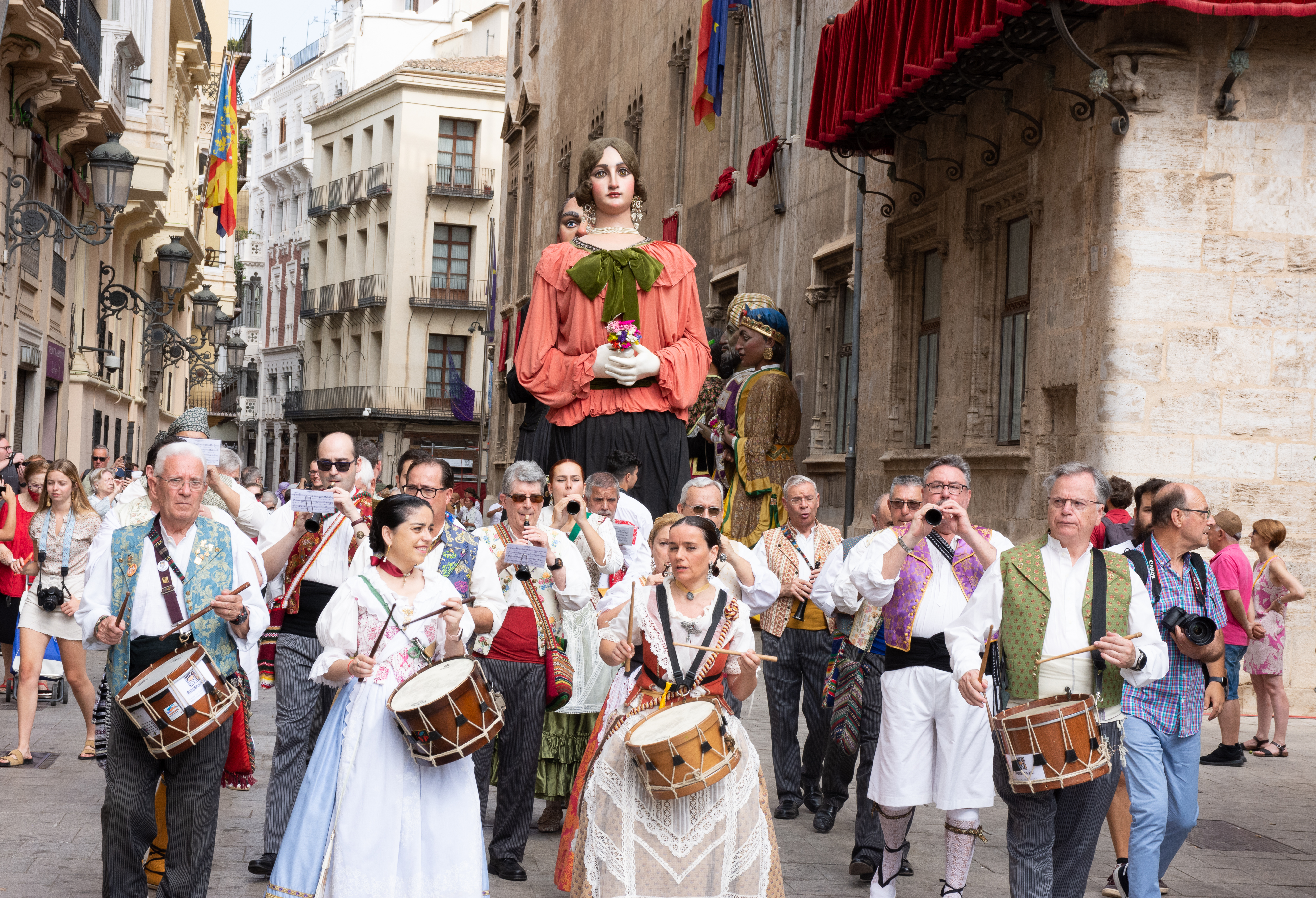
Músicos acompañando a los Gigantes
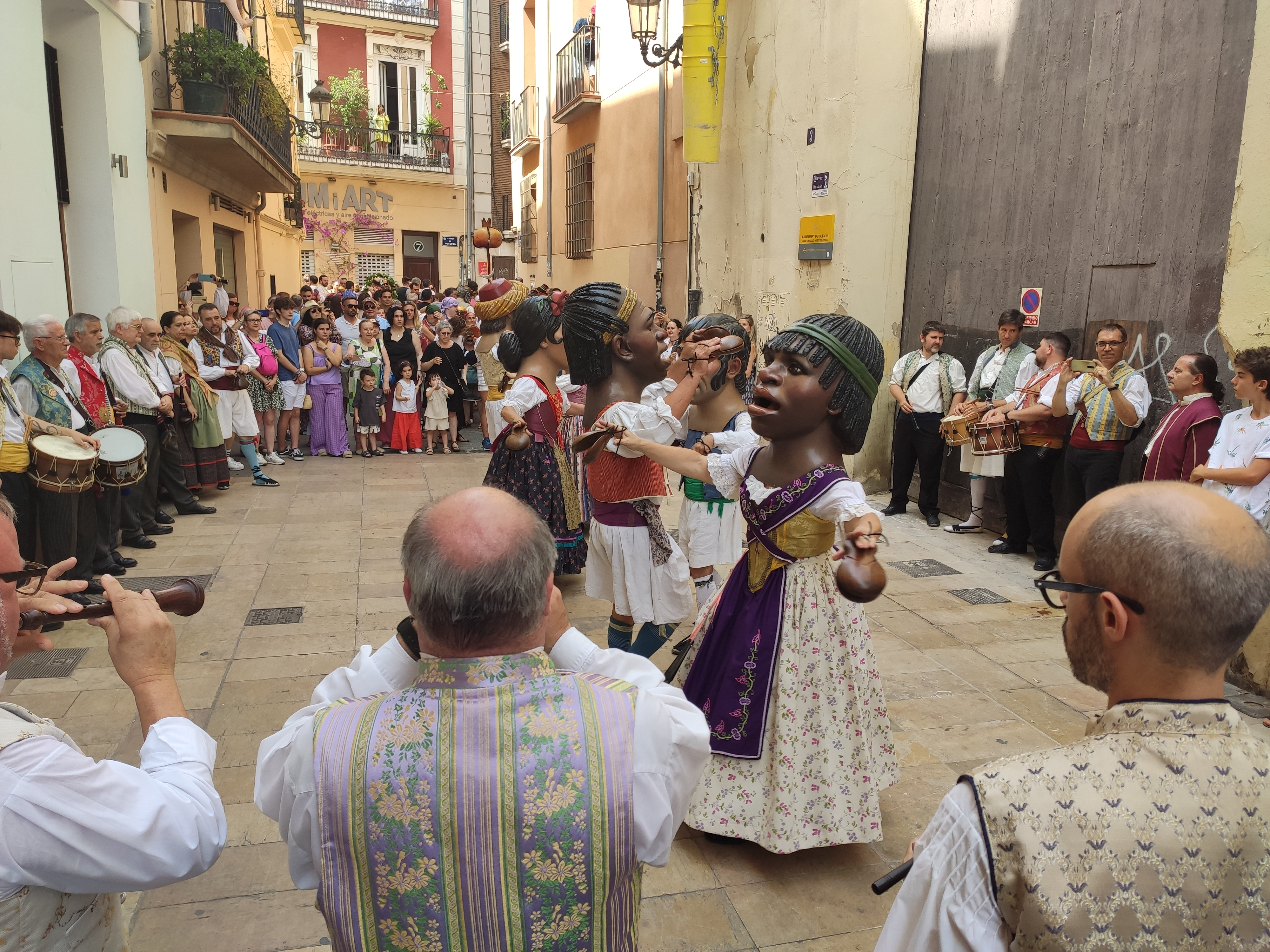
Músicos acompañando a la danza dels Nanos
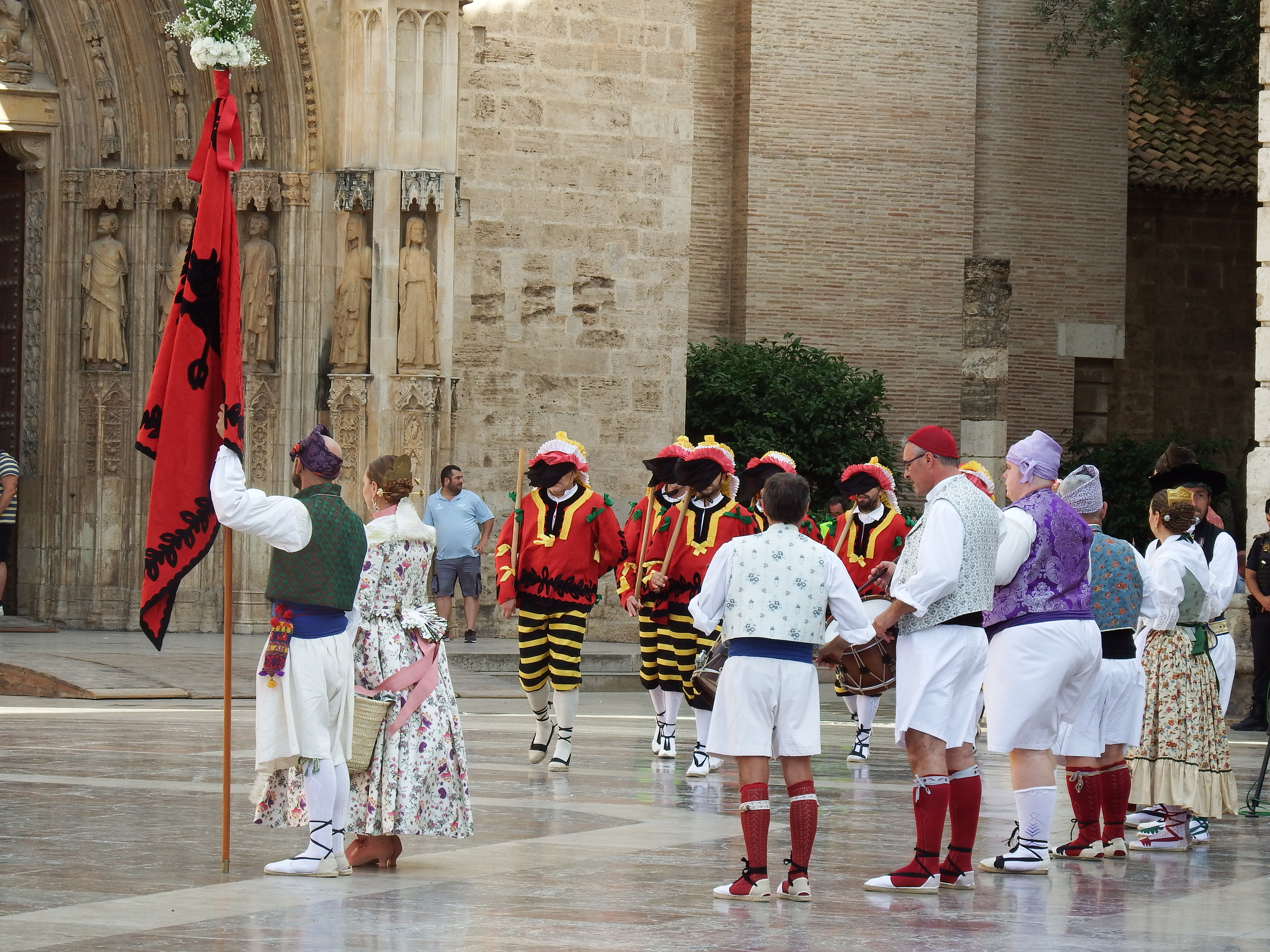
Dolçainers y tabalerets en la Danza de la Moma
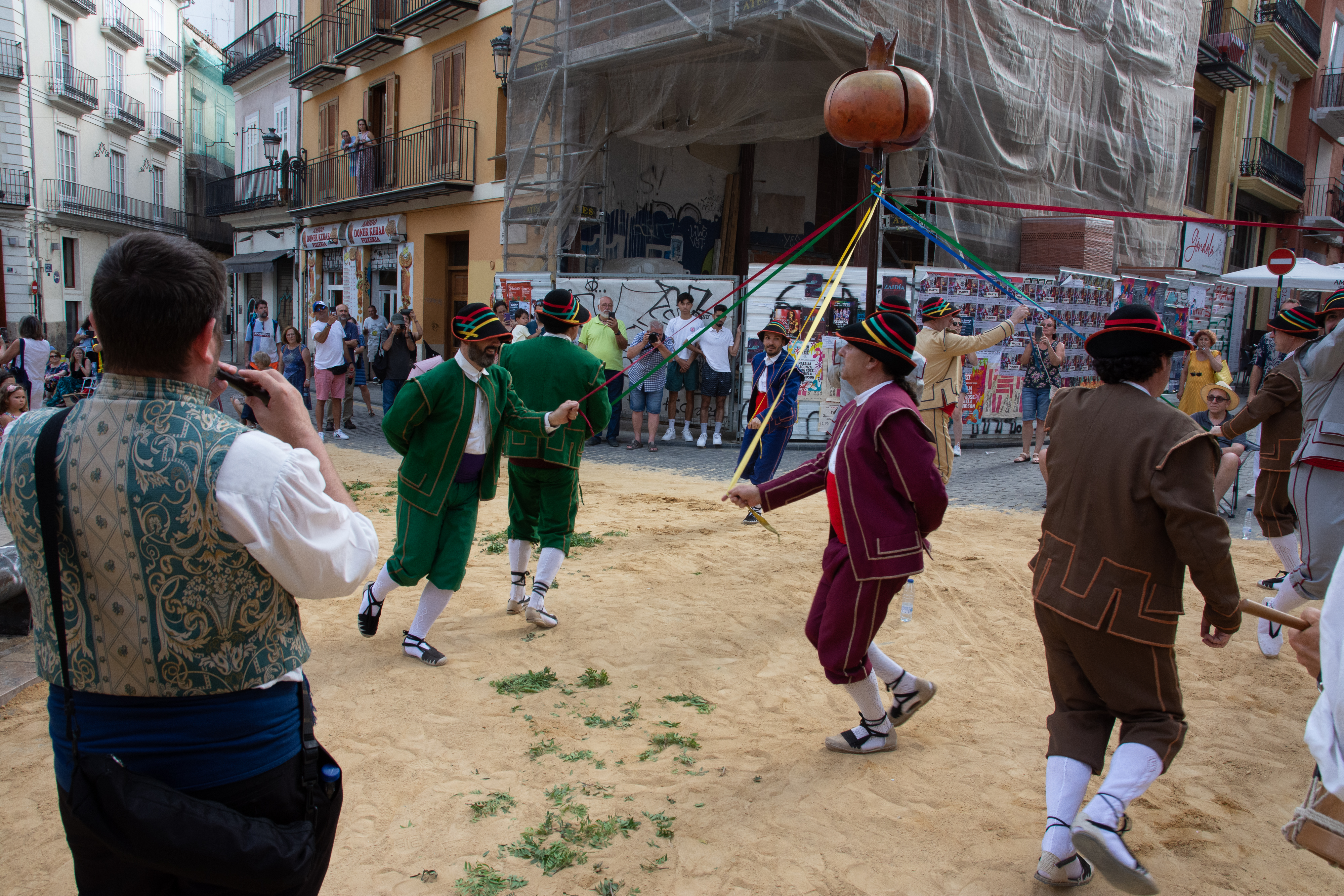
Dolçainer en la Danza de La Magrana

De esta forma es cómo la música de tabalet i dolçaina queda más relacionada y unida con la realización de las diversas danzas que acompañan los actos festivos del Corpus de Valencia.
Al son de Tabal y Dulzaina danzan entre otras:
- Gigantes, bailan la “Xaquera Vella”[20]
- Enanos, la tradición dice que el baile lo han de realizar 6 hombres, aunque alguno lo haga con cabeza de mujer, pero no se ha cumplido siempre, aunque no se puede saber realmente si era por falta de hombres danzantes o por otra razón, bailan también la “Xaquera vella”[21]
- La Moma y los Momos.[22]  Cavallets o Morets.[23] Arquets o Poloneses.[24] Magrana o Vetes.[25] Turcs, Pastorets i Llauradors.